# Янпу
Янпу́ (кит. упр. 杨浦, пиньинь Yángpǔ, буквально: «Тополиный берег») — район городского подчинения города центрального подчинения Шанхай (КНР). Расположен к северу от городского центра в излучине реки Хуанпу.

## История
Уже при империи Сун в этих местах были буддийские и даосские храмы. В 1842 году, после подписания Нанкинского договора, в этих местах начали появляться европейцы. В 1883 году англичанами в этих местах была построена «Водозаборная станция Яншупу». В 1899 году британский сеттльмент, находившийся в южной части территории, объединился с другими сеттльментами в Шанхайский международный сеттльмент.
В 1929 году гоминьдановским правительством был принят план развития Шанхая, и территория начала интенсивно развиваться. В 1937 году Шанхай был оккупирован японцами, которые в 1943 году передали бывший международный сеттльмент марионеточному китайскому правительству. В декабре 1944 года ванцзинвэевское правительство создало на этой территории район Яншупу («Берег тополиных деревьев»).
В 1949 году район Яншупу был переименован в район Янпу. В 1994 году восточная (правобережная) часть района была передана в состав нового района Пудун.

## Административно-территориальное деление
Район Янпу делится на 11 уличных комитетов и 1 посёлок.

## Достопримечательности
- Мост Янпу
- Университет Фудань
- Университет Тунцзи